# Grottes du Pont d'Arcole
Les grottes du Pont d'Arcole sont des cavités souterraines naturelles se trouvant à Hastière, dans la province de Namur (Belgique, Région wallonne). Creusées au cours des millénaires par le Féron, petit affluent de la Meuse, et découvertes en 1924, elles sont devenues une attraction touristique.

## Localisation
L'entrée des grottes se trouve le long de la route d'Inzemont à une centaine de mètres au sud du pont sur le ruisseau de Feron, affluent de la Meuse à Hastière.

## Géologie
Les grottes du Pont d'Arcole se trouvent à la limite des régions géologiques de la Fagne au sud et du Condroz au nord. Elles se sont formées il y a plusieurs millions d'années par un petit ruisseau long d'environ 500 m et affluent du Feron s'infiltrant à travers le calcaire dès son entrée dans le Condroz.

## Description
Ces grottes possèdent des concrétions calcaires et pierreuses d’une grande finesse qui font leur singularité. Elles sont riches en stalactites et stalagmites. Le développement est de 858 mètres pour un dénivelé de 41 m.

## Tourisme
Les visites guidées durent approximativement une demi-heure. Elles sont organisées toute l'année du mercredi au dimanche et tous les jours durant les mois de juillet et d’août.